# Stobychwa
Stobychwa (ukrainisch Стобихва; russisch Стобыхва Stobychwa, polnisch Stobychwa) ist ein Dorf in der ukrainischen Oblast Wolyn mit etwa 70 Einwohnern (2001).

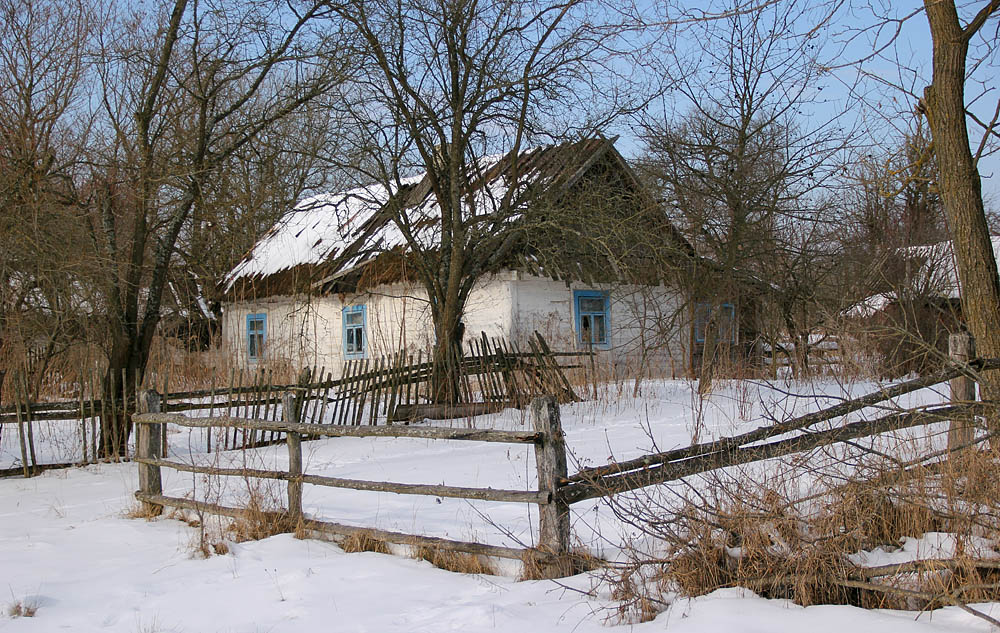
Wohnhaus im Dorf

## Geografische Lage
Stobychwa besitzt eine Fläche von 0,63 km² und gehört seit dem 12. Juni 2020 zur neu gegründeten Stadtgemeinde Kamin-Kaschyrskyj; bis dahin war es seit dem 7. August 2018 ein Teil der neugegründeten Landgemeinde Huta-Borowenska, vorher gehörte das Dorf zur Landratsgemeinde Welykyj Obsyr im Südosten des Rajons Kamin-Kaschyrskyj.
Die abgelegene Ortschaft liegt auf einer Höhe von 162 m am linken Ufer des Stochid, einem 188 km langen, rechten Nebenfluss des Prypjat, 25 km südlich vom Gemeindezentrum Huta-Borowenska, 38 km südöstlich vom Rajonzentrum Kamin-Kaschyrskyj und etwa 100 km nördlich vom Oblastzentrum Luzk.

## Geschichte
Das in der historischen Region Polesien gelegene Dorf wurde 1703 gegründet und besaß in der Vergangenheit den Status einer Stadt. Im Ersten Weltkrieg wurde die Ortschaft stark zerstört und sämtliche Dorfbewohner wurden evakuiert. Nach dem Krieg kam das Dorf zu Polen, das in dem Gebiet einen Truppenübungsplatz anlegte und die Bevölkerung der umliegenden Dörfern vertrieb. Nach der Sowjetischen Besetzung Ostpolens kam das Dorf an die Ukrainische Sozialistische Sowjetrepublik und es wurde eine Kollektivfarm gegründet. Diejenigen, die nicht der  Kollektivfarm beitreten wollten, wurden in Lager nach Sibirien deportiert. Nach dem Zweiten Weltkrieg begann in den 1950er Jahren erneut eine großflächige Zwangsumsiedlung der Dorfbewohner im Zusammenhang mit dem nun hier entstandenen größten militärischen Sperrgebiet in der Westukraine. In den 1980er Jahren wurde im Dorf der 6-teilige Fernsehfilm Schatten über Moskau (russischer Titel: Николай Вавилов Nikolai Wawilow) gedreht, in dem Bohdan Stupka die Rolle des Trofim Lyssenko spielte. Seit dem Zerfall der Sowjetunion 1991 gehört das Dorf zur unabhängigen Ukraine. Bei der Volkszählung von 2001 besaß das Dorf 81 Einwohner.

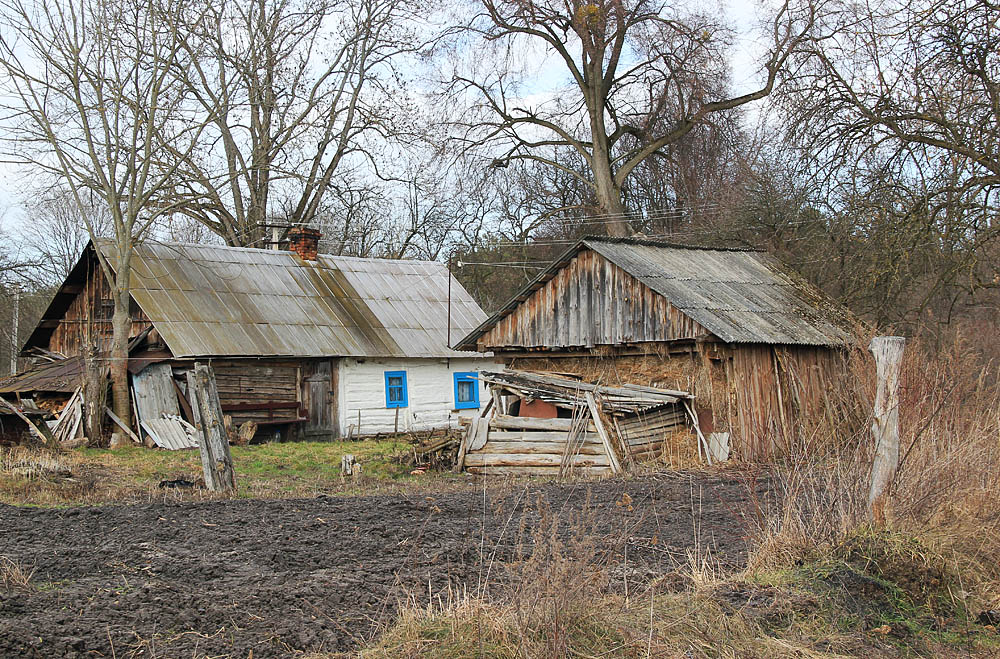
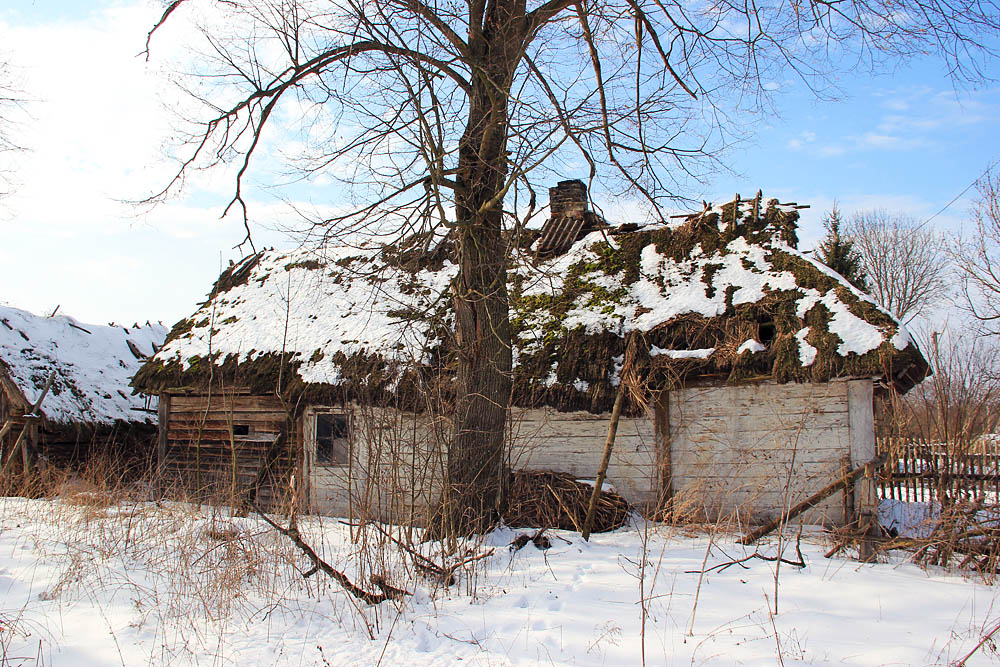
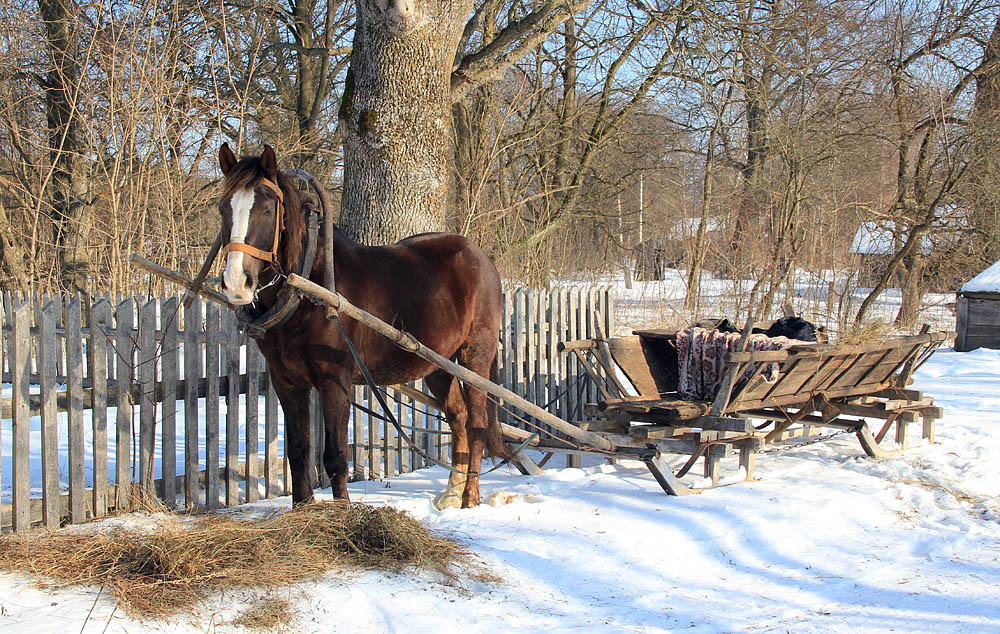